# Lijst van burgemeesters van Capelle
Dit is een lijst van burgemeesters van de voormalige Nederlandse gemeente Capelle in de provincie Noord-Brabant van 1813 tot 1923, toen Capelle deel ging uitmaken van de nieuw gevormde fusiegemeente Sprang-Capelle. In 1997 ging deze gemeente op in de gemeente Waalwijk.
| Ambtsperiode | Naam burgemeester    | Partij of stroming | Bijzonderheden |
| ------------ | -------------------- | ------------------ | -------------- |
| 1813-1843    | R. Middelkoop sr.    |                    |                |
| 1844-1853    | R. Middelkoop jr.    |                    |                |
| 1853-1878    | J. van den Hoek Jzn. |                    |                |
| 1878-1885    | H.J. Wellenbergh     |                    |                |
| 1885-1915    | G. Vermeulen Wzn.    |                    |                |
| 1915-1923    | C.H.L.V. Valter      |                    |                |